# Clyde Coffman
Clyde Coffman (Clifford Clyde Coffman; * 2. Juni 1911 in Ford, Kansas; † 4. März 2001 in Mesquite, Texas) war ein US-amerikanischer Zehnkämpfer.
Als Dritter der US-Meisterschaften qualifizierte er sich für die Olympischen Spiele 1932 in Los Angeles, bei denen er mit 7534,410 Punkten Siebter wurde.
Seine persönliche Bestleistung von 7594,560 Punkten stellte er am 21. April 1934 in Lawrence auf. 1935 wurde er US-Meister im Fünfkampf.